# Montijo (huyện)
Huyện Montijo là một huyện (distrito) thuộc tỉnh Veraguas ở Panama. Theo điều tra dân số năm 2000, huyện này có dân số 12211 người. Huyện Montijo có diện tích 2202  km². Huyện lỵ đóng tại Montijo.